# آلن بیتون
آلن بیتون (انگلیسی: Alan Beeton؛ زادهٔ ۴ اکتبر ۱۹۷۸) بازیکن فوتبال اهل بریتانیا است.
از باشگاه‌هایی که در آن بازی کرده‌است می‌توان به باشگاه فوتبال چشام یونایتد و باشگاه فوتبال وایکام واندررز اشاره کرد.